# Aleksander Tormásov
Aleksandr Petróvich Tormásov (Алекса́ндр Петро́вич Торма́сов) (Moscú, Imperio ruso, 11 de agosto de 1752 - Íbid., 13 de noviembre de 1819) fue un militar ruso que combatió en la invasión napoleónica de Rusia en el transcurso de las guerras napoleónicas. 

## Biografía

### Primeros años
Aleksandr Tormásov nació en Moscú el 11 de agosto de 1752, siendo descendiente de una antigua familia noble. Con veinte años de edad comenzó el servicio militar como teniente del regimiento de infantería Vyatka. Unas semanas más tarde, se unió al personal de Yákov Bruce como ayudante de campo. Fue ascendido al cargo de Teniente coronel en 1782, siendo mandado por Grigori Potiomkin la península de Crimea para liderar la campaña ucraniana. Su buen trabajo le valió el puesto de coronel.

### Puesto como General
Entre 1788 y 1791 participó en la guerra ruso-turca, especialmente en el sitio de Ochákov, siendo ascendido a General de División el 21 de marzo de 1791. También recibió la Orden de San Jorge por su excelente papel en el campo de batalla. También combatió contra la Mancomunidad de Polonia-Lituania durante la guerra polaco-rusa de 1792 y en la Insurrección de Kościuszko, participando codo con codo junto a Aleksandr Suvórov en el asalto a Praga.
Al igual que muchos otros generales de esta época, fue despedido por el emperador Pablo I de Rusia el 11 de julio de 1799 y encarcelado en la fortaleza Dünamünde durante varios meses. El 15 de septiembre de 1801, el día de la coronación del nuevo emperador Alejandro I, fue ascendido a general de caballería.

### Gobernador y comandante
A partir de 1803, Tormásov fue gobernador de Kiev, Minsk y desde 1807 gobernador de Riga. Tras la invasión francesa de Rusia, Tormásov se convirtió en Comandante en Jefe de la Tercera Reserva del Ejército. Tormásov recibió la Orden de San Jorge de segunda clase después de derrotar al comandante francés Jean Reynier en Kobryn. El 12 de agosto se retiró a Ratno para unirse a las tropas de Pável Chichágov, encontrándose en el río Styr el 18 de septiembre. Ambas tropas quedaron bajo las órdenes de Mijaíl Kutúzov, siendo enviadas a la batalla de Krasnoi el 15 de noviembre. Fue nombrado principal comandante general del ejército ruso después de la muerte de Kutúzov.

### Últimos años
En 1813, estuvo al mando del ejército ruso en la batalla de Lützen pero luego renunció debido a problemas de salud. Después de dejar el servicio militar, se convirtió en miembro del Consejo de Estado. El 30 de agosto de 1814, sucedió a Fiódor Rostopchín como Gobernador General y alcalde de Moscú. Después de su fallecimiento el 13 de noviembre de 1819, fue enterrado en el Monasterio Donskói.